# Lebennin
Lebennin (que significa «Cinco ríos» en sindarin) es un lugar ficticio que pertenece al legendarium creado por el escritor británico J. R. R. Tolkien y que aparece en su novela El Señor de los Anillos. Es una región y feudo del reino de Gondor.

## Geografía
Lebennin está situada en el centro de Gondor y limitada por las Ered Nimrais al norte, el río Anduin al sur y al este, y el río Gilrain al oeste. Su nombre viene dado por los cinco ríos que fluyen por sus tierras: el Celos, el Erui, el Gilrain y su afluente el Serni, y el Sirith.
Lebennin es una región de verdes prados con altas hierbas, llenos de flores, entre las que destacan el lirio blanco, el mallos y el alfirin. 
Sus habitantes son descendientes de los pobladores autóctonos de la Tierra Media en la Segunda Edad del Sol, los Hombres de las Montañas, que se mezclaron con los Dúnedain tras la fundación de los reinos en el exilio en el año 3320 S. E. Además, Lebennin era conocida por sus cantores de voces claras, que acudieron a la coronación del rey Elessar.
Las ciudades principales de Lebennin son Linhir, al oeste de la desembocadura del Gilrain, y Pelargir, el gran puerto Númenóreano a orillas del Anduin. Estas dos ciudades están unidas a la capital del reino, Minas Tirith, por el Camino de Gondor.

## Historia
En el año 1447 T. E., tuvo lugar en Lebennin la Batalla de los Cruces del Erui, la última de la Lucha entre Parientes. El rey Eldacar, junto con sus parientes de Rhovanion y los gondorianos que se rebelaron contra el Usurpador, derrotaron a los rebeldes y a Castamir, que fue muerto por el propio Eldacar. Los rebeldes que lograron huir se refugiaron en Pelargir y la ciudad fue sitiada y liberada un año después. 
Durante la Guerra del Anillo, Lebennin no ofreció demasiasa ayuda a Minas Tirith, pues temían que los Corsarios de Umbar llegaran a Pelargir con una gran flota y se apoderaran de la región sin resistencia alguna.
Angbor, Señor de Lamedon, tampoco acudió a la defensa de Minas Tirith y decidió emplear todos sus esfuerzos en defender la ciudad de Linhir que estaba siendo atacada por las tropas de Umbar y de Harad. Cuando la Compañía Gris y el Ejército de los Muertos llegó a Linhir, los enemigos huyeron ante la presencia del Rey de los Muertos. Entonces Angbor y parte de sus tropas se dirigieron a Minas Tirith, mientras que la otra parte y el ejército de Lebennin acompañaron a Aragorn a Pelargir. Allí, tomaron los barcos de los Corsarios durante la Batalla de Pelargir y embarcaron en ellos para dirigirse a la Batalla de los Campos del Pelennor.